# Бадалуко
Бадалуко (итал. Badalucco) је насеље у Италији у округу Империја, региону Лигурија.
Према процени из 2011. у насељу је живело 1100 становника. Насеље се налази на надморској висини од 185 м.

## Становништво
Према резултатима пописа становништва 2011. у општини је живело 1.190 становника.
| 1931. | 1936. | 1951. | 1961. | 1971. | 1981. | 1991. | 2001. | 2011. |
| ----- | ----- | ----- | ----- | ----- | ----- | ----- | ----- | ----- |
| 2.325 | 2.357 | 2.213 | 2.117 | 1.750 | 1.486 | 1.351 | 1.264 | 1.190 |